# Orzeszyn
Orzeszyn – wieś w Polsce położona w województwie mazowieckim, w powiecie piaseczyńskim, w gminie Piaseczno.
Wieś wchodzi w skład sołectwa Orzeszyn – Pilawa.
W latach 1975–1998 miejscowość administracyjnie należała do województwa warszawskiego.